# لو هاردي
لو هاردي (بالإنجليزية: Lou Hardie)‏ هو لاعب كرة قاعدة أمريكي، ولد في 24 أغسطس 1864، وتوفي في 5 مارس 1929 في أوكلاند في الولايات المتحدة.

## وصلات خارجية
- لو هاردي على موقعبيزبول رفرنس.كوم (الدوري الرئيسي) (الإنجليزية)